# Сільські округи Казахстану, названі на честь людей
Сільський округ (каз. ауылдық округі) — один із типів адміністративних одиниць в адміністративно-територіальному устрої Казахстану, адміністративні одиниці країни третього рівня адмінподілу. До сільського округу прирівняні й сільські адміністрації.
Серед усієї кількості сільських округів Казахстану виділяються сільські округи та сільські адміністрації, які названі на честь видатних людей — письменників, політичних чи історичних діячів тощо.

## Сільські округи
| Сільський округ             | Район                 | Область              | На честь кого названий          | Коли надано назву | Стара назва    |
| --------------------------- | --------------------- | -------------------- | ------------------------------- | ----------------- | -------------- |
| імені Ільяса Омарова        | Алтинсаринський район | Костанайська область | Омаров Ільяс Омарович           | 2012              | Лермонтовський |
| імені Кабідолли Тургумбаєва | Аулієкольський район  | Костанайська область | Тургумбаєв Кабідолла Кублан-Ули | 1998              | Шобанкольський |
| імені Маріям Хакімжанової   | Алтинсаринський район | Костанайська область | Маріям Хакімжанова              | 2018              | Щербаковський  |
| імені Омара Шипіна          | Алтинсаринський район | Костанайська область | Омар Шипін                      | 2018              | Маяковський    |
| Темірбека Жургенова         | Айтекебійський район  | Актюбінська область  | Жургенов Темірбек Карайович     | 2020              | Комсомольський |

## Сільські адміністрації
| Сільська адміністрація | Район                  | Область              | На честь кого названий | Коли надано назву | Стара назва |
| ---------------------- | ---------------------- | -------------------- | ---------------------- | ----------------- | ----------- |
| Ахмета Байтурсинули    | Джангельдинський район | Костанайська область | Ахмет Байтурсинов      | 12.03.2018        | Карасуська  |